# Встречное расследование
«Встречное расследование» (фр. Contre-enquête) — французский художественный фильм 2007 года, режиссёрский дебют сценариста Франка Манкузо. Криминальная драма по мотивам рассказа Лоренса Блока «Как кость в горле» (Like a Bone in the Throat) повествует о поисках полицейским убийцы своей дочери.

## Сюжет
Капитан полиции Ришар Малиновски собирается отправиться с девятилетней дочерью Эмили на велосипедную прогулку, но ему звонит его информатор, арестованный за хранение наркотиков. Малиновски срочно выезжает разбираться, а вернувшись уже не застаёт дочери дома. Вскоре Эмили находят убитой и изнасилованной в лесу, куда она в отсутствие отца поехала кататься. Её убийцу быстро находят, им оказывается ранее не привлекавшийся за какие-либо преступления Даниэль Экман. Сначала он не сознаётся, однако со временем даёт признательные показания, и через год суд осуждает его на 30 лет лишения свободы.
В камере Экман пишет письмо Малиновски, в котором говорит о том, что невиновен и спрашивает полицейского, сможет ли он жить с мыслью о том, что настоящий убийца на свободе. Также Экман начинает переписываться с несколькими женщинами, которые хотят поддержать его и надеются на его досрочное освобождение.
Проходит ещё год. Малиновски слышит по радио новость о том, что в Бордо задержан пожилой мужчина по фамилии Салинас, обвиняемый в убийстве четырёх детей в разных регионах Франции. Малиновски знакомится с делом Салинаса и продолжает расследование: он выясняет, что между первой и второй жертвой Салинас работал как раз в этих местах и более того, в день убийства Эмили проезжал мимо того самого леса. Хотя сам Салинас отрицает убийство Эмили (однако признаётся в убийстве других детей), Малиновски настаивает на пересмотре дела Экмана. Его коллеги-полицейские безуспешно пытаются отговорить его от этой затеи, будучи уверенными, что Экман это настоящий убийца. Узнав из новостей о требовании о пересмотре дела, жена Малиновски, которой он ничего не рассказывал, обвиняет его в недоверии к ней и уходит.
Между тем Малиновски, вступивший в переписку с Экманом, в одном из писем сообщает, что верит в его невиновность и просит его помочь доказать это. Экман пишет письмо одной из своих поклонниц, однако просит отправить письмо своего адвоката, чтобы тайну переписки не нарушили тюремщики. Вскоре после этого женщина по имени Кристиан сообщает полиции, что в день убийства Эмили она бегала в лесу и возле пруда встретила Салинаса, которого узнала, когда недавно его показали в выпуске новостей.
На новом заседании суда Салинас отрицает вину в убийстве Эмили, однако Кристиан даёт свои показания, и присяжные лишь меньшинством голосов подтверждают вину Экмана. Таким образом, он оказывается на свободе, где встречается с Кристиан, обещает ей скоро начать с ней новую жизнь в доме у моря, а также просит вернуть ему все его письма, чтобы уничтожить их. Затем он узнаёт у адвоката телефон Малиновски, чтобы поблагодарить его.
Вечером Экман заходит к Малиновски. Они выпивают по стакану виски, и Экман просит показать ему комнату Эмили. Там он теряет сознание и приходит в себя связанный в лесу возле вырытой для него могилы. Малиновски говорит, что всегда знал о вине Экмана, но когда услышал о случае Салинаса, понял, что ему предоставился уникальный шанс самому расквитаться с убийцей.
На следующий день новости сообщают об исчезновении Экмана. Его машина обнаружена у аэропорта и все предполагают, что он решил скрыться от внимания СМИ. Жена понимает, что сделал Малиновски, и возвращается к нему. Это понимает и коллега Малиновски Арнальд: он встречает Малиновски у могилы Эмили и говорит, что знает о том, что у Салинаса редкое хромосомное отклонение и он не мог изнасиловать Эмили. Малиновски знал об этом, но не раскрыл эти данные на суде. Арнальд спрашивает Малиновски, как тот может жить после этого, на что Малиновски отвечает ему, что он уже умер три года назад.

## В ролях
- Жан Дюжарден — Ришар Малиновски
- Лоран Люка — Даниэль Экман
- Агнес Бланшо — Клэр Малиновски
- Жак Франц — Мишель Арнальд, коллега Ришара
- Орельен Рекуан — Стефан, коллега Ришара
- Жан-Пьер Кассель — Доктор Дельма
- Жан-Франсуа Гарро — Салинас
- Александра Гонкалвес — Эмили Малиновски
- Каролин Сантини — Кристиан